# Mesodesma
Genre
Synonymes
- Mesodesma (Ceronia) Gray, 1853[2]
- Mesodesma (Mesodesma) Deshayes, 1831[2]

Mesodesma est un genre de mollusques bivalves marins de la famille des Mesodesmatidae.

## Liste des espèces
Selon World Register of Marine Species (1 décembre 2018) :
- Mesodesma arctatum (Conrad, 1831)
- Mesodesma deauratum (W. Turton, 1822)
- Mesodesma donacium (Lamarck, 1818) - Clovisse chilienne
- Mesodesma retusa Reeve, 1854

Selon NCBI (4 décembre 2020) :
- Mesodesma donacium
- Mesodesma mactroides